# Calodexia peponis
Calodexia peponis är en tvåvingeart som först beskrevs av Henry J. Reinhard 1953.  Calodexia peponis ingår i släktet Calodexia och familjen parasitflugor. Inga underarter finns listade.